# NGC 7444
NGC 7444 este o galaxie situată în constelația Vărsătorul. A fost descoperită în 3 octombrie 1785 de către William Herschel. Se află la o distanță de 40,29 de megaparseci de Pământ.